# Krasnowola (Warszawa)
Krasnowola – dawna wieś i folwark, obecnie osiedle na terenie warszawskiej dzielnicy Ursynów, na południe od Wyczółek.

## Opis
W okresie międzywojennym Krasnowola wchodziła w skład gminy Falenty.
W 1951, podobnie jak wiele innych wsi i osad na przedmieściach Warszawy, miejscowość została włączona do stolicy.
Na terenie osiedla znajduje się Jezioro Zabłockiego oraz zabytkowy dworek (willa) z II poł. XIX w.
Krasnowola jest częścią miasta o identyfikatorze SIMC 0918318.